# China National Petroleum Corporation
La China National Petroleum Corporation (CNPC, en chino simplificado: 中国石油天然气集团公司, en chino tradicional: 中國石油天然氣集團公司, en Hanyu Pinyin: Zhongguo Shiyou Tianranqi Jituan Gongsi) es una empresa estatal productora de combustible y la mayor empresa integrada de petróleo y gas en la República Popular de China.  En 2021, era la cuarta mayor productora de combustibles del petróleo del mundo.
CNPC es la matriz de PetroChina, que llegó a ser la segunda mayor empresa del mundo en términos de capitalización bursátil en junio de 2010.

## Operaciones
CNPC posee reservas probadas de 3.700 millones de barriles de petróleo. En 2007, CNPC produce 54.000 millones de metros cúbicos de gas natural.
CNPC escindió en una reestructuración la mayoría de sus activos internos en una empresa independiente, PetroChina. 
CNPC tiene 30 proyectos internacionales de exploración y producción, con operaciones en Azerbaiyán, Canadá, Indonesia, Birmania, Omán, Perú, Sudán, Tailandia, Turkmenistán, Venezuela y Brasil (campo de Libra).
En el 2005, se produjeron explosiones en una planta petroquímica propiedad de CNPC, causando seis muertes, una evacuación masiva, y un derrame masivo de petróleo sobre el Río Songhua.